# Pycnogonum nodulosum
Pycnogonum nodulosum is een zeespin uit de familie Pycnogonidae. De soort behoort tot het geslacht Pycnogonum. Pycnogonum nodulosum werd in 1881 voor het eerst wetenschappelijk beschreven door Dohrn. 